# Хемифацијални спазам
Хемифацијални спазам је једнострано, безболно, неправилно грчење (контракција) мишића лица. Настаје као последица оштећења седмог (фацијалног) живца. Патофизиологија и лечење хемифацијалног спазам слична је као код тригеминалне неуралгије, осим што је у њеном лечењу ефикаснија примена ботулинског токсина.

## Историја
Најраније описе хемифацијалног спазма дали су Схултзе 1875. и Говерс 1899. О етиологији хемифацијалног спазма и локацији абнормалности расправљало се више од једног века. Хируршко лечење хемифацијалног спазма почетком 20. века укључивало је неуролизу (уништење нервног ткива), истезање фацијалног нерва (седми кранијални нерв) и иригацију нерва под високим притиском раствором лактатног Рингера. Медицински режими тог времена укључивали су ињекцију нерва етанолом, електричну стимулацију, примену токсичних једињења (нитрата сребра, цинка, арсена, бромида) као и лекове као што су дилантин или други антиконвулзиви.
Додатни напредак у разумевању етиологије и побољшању третмана хемифацијалног спазма није се десио све до средине седамдесетих. Када је 1977. године, 47 случајева хемифацијалног спазма подвргнуто микроваскуларној декомпресији фацијалног нерва уз помоћ оперативног микроскопа. Зона излаза корена је место где завршава централна глијална аксонална изолација нерва и почиње аксонална мијелинација периферног нерва, ово је познато као Оберстеинер-Редлихова зона. Биопсије излазне зоне корена показале су дегенерацију аксона, денудирани осовински цилиндар и прекинут мијелин. Резултати експеримента су ојачали теорију да је васкуларна компресија фацијалног нерва примарни узрок хемифацијалног спазма и предложили специфичан регион фацијалног нерва где ефекти дуготрајне компресије доводе до дисфункције нерва.

## Етиопатогенеза
Хемифацијални спазам се карактерише једностраним клоничким трзајевима који најчешће почињу у пределу очних мишића, затим захватају углове усана, да би коначно захватили целу половину лица. Контракције су ирегуларне, интермитентне и обично се појављују код старијих особа претежно женског пола. 
Овај поремећај може да настане услед притиска аберантног крвног суда или тумора на живац.

## Клиничка слика
Мишићи на једној страни лица се нехотице трзају, обично почевши од капка, а затим се шире на образ и уста. Трзаји у почетку могу бити повремени, али могу постати и континуирани.
Хемифацијални спазам који је у суштини безболан,  може бити неугодан и изгледати као напад.

## Дијагноза
Дијагноза хемифацијалног спазма обухвата:
Неуролошки преглед: у току кога би требало утврдити појаву грчеве.
Магнетну резонантну томографија (МРТ): која се ради да би  да би се искључили тумори, друге структурне абнормалности и мултипла склероза, која може изазвати сличне симптоме. Такође, МРТ оможе открити притиска аберантног артеријског крвног суда који притиска нерв и изазива хемофацијални спазам.

## Терапија
Лечење хемифацијалног спазма заснива се на примени ботулинум токсини и према потреби на операцији ако је терапија лековима неуспешна.
Ботулински токсин
Ботулински токсин (који прозводи бактерија клостридијум ботулинум (лат. Clostridium botulinum).)  је лек избора за хемифацијални спазам. Овај биолошки најјачих отрова свој паралитички ефекат остварује брзом, иреверзибилном блокадом неуромишићне трансмисије.  Убризгава се у захваћене мишиће. 
Остали келови
У лечењу хемифацијалног спазма могу се користити и они исти лекови који се користе за лечење неуралгије тригеминуса:
- карбамазепин,
- габапентин,
- фенитоин,
- баклофен,
- трициклични антидепресиви.

Хируршка декомпресија
Ако су лекови неуспешни, може се урадити операција (васкуларна декомпресија) да би се одвојила абнормална артерија од нерва, ако је присутна,  постављањем малог сунђера између њих.
Микроваскуларна декомпресија тренутно је најпопуларнији хируршки третман, која се ради са циљем да се декомпресијом ублажи притисак на фацијални нерв, који је узрок већине случајева хемифацијалног спазма. Одлични до добри резултати ове методе су пријављени у 80% или више случајева са стопом рецидива од 10%.

## Компликације
Озбиљне компликације могу уследити након микрохируршких декомпресивних операција, чак и када их изводе искусни хирурзи. То укључује хематом или оток малог мозга, инфаркт можданог стабла (блокирани крвни суд можданог стабла), церебрални инфаркт (исхемијски мождани удар који је резултат поремећаја у крвним судовима који снабдевају мозак крвљу), субдурални хематом и интрацеребрални инфаркт (блокада крвотока у мозак). 
Смрт или трајни инвалидитет (губитак слуха) може се јавити код 2% пацијената са хемифацијалним спазмом. 

## Спољашње  везе
- Michael Rubin, Hemifacial Spasm - www.msdmanuals.com

|  | Молимо Вас, обратите пажњу на важно упозорење у вези са темама из области медицине (здравља). |